# ثاديوس إس. س. لوي
ثاديوس إس. س. لوي (بالإنجليزية: Thaddeus S. C. Lowe)‏ هو قائد منطاد ‏ وكيميائي أمريكي، ولد في 20 أغسطس 1832 في جفرسون في الولايات المتحدة، وتوفي في 16 يناير 1913 في باسادينا في الولايات المتحدة.

## وصلات خارجية
- ثاديوس إس. س. لوي على موقع الموسوعة البريطانية (الإنجليزية)